# Jules Mathé
Jules Mathé (* 5. Januar 1915 in Budapest als Gyula Mathe; † 26. Dezember 1995) war ein ungarnstämmiger Fußballspieler, der seine gesamte Karriere in Frankreich absolviert und 1939 die französische Staatsbürgerschaft angenommen hatte.

## Vereinskarriere
Jules Mathé kam spätestens 1934 zum Hauptstadtverein Racing Club Paris, für dessen erste Elf er ab 1935 regelmäßig in der höchsten professionellen Liga spielte. Bei Racing absolvierte er seine gesamte, bis 1948 währende Laufbahn im Erwachsenenbereich. Über seine Jugendjahre existieren kaum Informationen; er war zuvor bei dem Amateurklub Étoile Sportive aus Trappes im westlichen Pariser Umland aktiv gewesen, aber wann die Familie aus Ungarn eingewandert ist, ist unbekannt. Jules’ jüngerer Bruder Charles spielte später gleichfalls bei französischen Profivereinen.
Racings „fußballverrückter Präsident“ Jean Bernard-Lévy hatte 1935 mit dem Engländer Sid Kimpton einen hauptamtlichen Trainer verpflichtet, der dort das WM-System einführte. Aufgrund der Vielzahl hochkarätiger Spieler – neben dem Linksaußen Mathé standen unter anderem Émile Veinante, Jean Gautheroux, Edmond Delfour, Raoul Diagne, Rudolf Hiden, „Gusti“ Jordan, Roger Couard, Robert Mercier, Frederick Kennedy und Maurice Dupuis in der Mannschaft – zeitigte diese Taktik-Umstellung frühzeitig Erfolge. In der Saison 1935/36 gewann Racing den Meistertitel und zusätzlich auch den französischen Pokal. Zu dem Gewinn des Doublé hatte Jules Mathé in 22 Punktspielen mit sieben Treffern beigetragen, und er spielte auch im Pokalfinale. Die folgende Spielzeit schloss Racing in der Division 1 auf dem dritten Tabellenrang ab, hatte 1937/38 ein schwaches Jahr (nur Liga-13.) und spielte 1938/39 wieder um den Titel mit, den die Mannschaft als Dritter hinter dem FC Sète und Olympique Marseille aber verfehlte. Für den kleinen Flügelstürmer Mathé war es allerdings eine durchaus erfolgreiche Saison, in der er mit elf Treffern, seinem besten Wert, unter allen Ligatorjägern den 13. Platz erreichte und erfolgreichster Schütze seiner Mannschaft war.
1939 gewann der Racing Club, der sich inzwischen vor allem offensiv weiter verstärkt hatte – Jean Bastien, Mario Zatelli, Oscar Heisserer und Alfred Aston waren dazugekommen –, aber wiederum den Pokalwettbewerb, und Mathé erzielte im Endspiel gegen Olympique Lille den Treffer zum 3:1-Endstand. Er hatte auch schon vorher einen Lauf gehabt und im Viertel- wie im Halbfinale praktisch im Alleingang zu Racings Erfolg beigetragen: beim 3:1 über den RC Roubaix und beim 1:0 gegen den SC Fives trugen sämtliche Pariser Treffer die „Absenderangabe Mathé“. Nachdem er Anfang des Jahres die französische Staatsbürgerschaft angenommen hatte, wurde er zudem in dieser Zeit auch zum französischen Nationalspieler. Den Schritt zur Naturalisation hatte Jules Mathé ergriffen, „weil er panische Angst davor hatte, in seine Heimat zurückzukehren […]. Er fürchtete dort starke Kräfte, die offen mit den Nazis kollaborierten.“ Die Vorboten des Krieges bestimmten auch das zweite Halbjahr 1939. Der Saisonbeginn musste auf Dezember verschoben werden, weil infolge der französischen Generalmobilmachung auch viele Fußballspieler einberufen wurden; Mathé wurde gleichfalls Soldat und befand sich im Winter bereits an der Front. Racing Paris, das sich mit Heinrich Hiltl und Edmund Weiskopf im Sturm weiter verstärkt hatte, konnte in der Spielzeit 1939/40 nur neun seiner 18 Punktspiele in der kurzfristig dreigeteilten Division 1 austragen. Im Pokal hingegen erreichte der Titelverteidiger im Mai 1940 erneut das Finale, zu dem sogar fast alle Spieler von der Armee freigestellt worden waren, auch Jules Mathé; und obwohl er diesmal auf Rechtsaußen stürmen musste – links spielte mit „Edi“ Weiskopf ein anderer Budapester –, schoss er gegen Olympique Marseille erneut ein wichtiges Tor, nämlich den 2:1-Siegtreffer.
Wenige Wochen nach diesem Endspiel marschierte die deutsche Wehrmacht in Frankreich ein und besetzte weite Teile des Landes. Mathé floh aus Paris, und bis nach der Befreiung Ende 1944 verliert sich seine Spur. Als Racing im Mai 1945 erneut den Pokal gewann, hatte der Stürmer keine Minute in diesem Wettbewerb gespielt. Erst in der Saison 1945/46 bestritt er wieder regelmäßig Pflichtspiele für seine Mannschaft, die unter Trainer Paul Baron durch Zugänge wie Lucien Jasseron, Émile Bongiorni, Ernest Vaast und andere personell ein weitgehend neues Gesicht bekommen hatte. Bis 1948 brachte Jules Mathé es noch auf 73 Einsätze in der höchsten Spielklasse, dann beendete er seine mit vier Titelgewinnen gekrönte Laufbahn. Ab 1949 trainierte er die Amateurmannschaft des FC Bogny aus dem Ardennenort Braux. Was in den folgenden viereinhalb Jahrzehnten aus ihm geworden ist, ist bisher nicht feststellbar. 1995 starb Jules Mathé, kurz vor seinem 81. Geburtstag.

## In der Nationalmannschaft
Im Mai 1939 kam der frisch eingebürgte Stürmer zu zwei A-Länderspielen für Frankreich. Beim 3:1-Sieg in Brüssel über Belgien erzielte er den Treffer zum 2:0, und auch das Heimspiel gegen Wales, drei Tage danach, beendete er mit seiner Mannschaft siegreich (Endstand 2:1). Es blieben Mathés einzige Einsätze für die Bleus, weil er für die drei Spiele, die die Franzosen während des Krieges bestritten, aus oben genannten Gründen nicht zur Verfügung stand und er nach 1945 nicht mehr die Form der Vorkriegszeit erreichte.

## Palmarès
- Französischer Meister: 1936
- Französischer Pokalsieger: 1936, 1939, 1940
- 2 A-Länderspiele, 1 Treffer für Frankreich